# Nacaduba malayica
Nacaduba malayica är en fjärilsart som beskrevs av Corbet 1938. Nacaduba malayica ingår i släktet Nacaduba och familjen juvelvingar. Inga underarter finns listade i Catalogue of Life.